# بنجامين فوغن أبوت
بنجامين فوغن أبوت (بالإنجليزية: Benjamin Vaughan Abbott)‏ (4 يونيو 1830، بوسطن في الولايات المتحدة - 17 فبراير 1890، نيويورك في الولايات المتحدة)؛ روائي أمريكي.